# 南部县
南部县是四川省南充市所辖的一个县。总面积2235平方公里，总人口约130万。

## 历史沿革
西汉（前205年）置充国县，为建县之始。南朝宋元嘉八年（433年）改为南国县，梁天监二年（503年）改名南部县，后曾撤并，明洪武十三年（1380年）复置南部县。

## 地理
南部县位于四川盆地东北部，嘉陵江中游。东邻仪陇、蓬安，西连盐亭、梓潼，南界顺庆区、西充，北达剑阁、阆中。主要河流有嘉陵江及其支流西河。

## 文化

### 方言
南部境内方言语音差异明显，大致可以分为东部入声派入阳平的成渝方言片区（如南隆）和西部保留入声的岷江方言片区（如大坪、升钟、伏虎）。南部县西部的岷江方言片区受四川明清移民运动影响相对较小，是较早期四川方言的存留。据《南部县志》记载县内约三十大姓，其中鲜于、陈、马、敬（苟）、雍、罗、何、任、蒲等九姓全为元代之前定居的巴蜀土著居民，而王、张、李、杨、宋、冯、杜等七姓也有近一半支脉为宋元巴蜀土著。

## 行政区划
南部县下辖4个街道办事处、33个镇、5个乡：
滨江街道、蜀北街道、满福街道、南隆街道、老鸦镇、永定镇、碑院镇、谢河镇、盘龙镇、铁佛塘镇、石河镇、王家镇、富利镇、楠木镇、长坪镇、东坝镇、河坝镇、定水镇、大王镇、黄金镇、流马镇、建兴镇、三官镇、伏虎镇、双佛镇、花罐镇、大桥镇、大河镇、万年镇、升钟镇、升水镇、大坪镇、神坝镇、八尔湖镇、石龙镇、西水镇、桐坪镇、五灵乡、小元乡、宏观乡、双峰乡和太霞乡。

### 縣域沿革[5]
- 民國37年(1948)調整飛地。南部縣富驛鄉轄涪山寺—麻石橋—銅骨山以西的6保半之地及南部縣飛入鹽亭縣境內的王家壩、金家壩、陳家坪、張家坪劃鹽亭縣管轄；鹽亭縣飛入南部縣境內的楊家堰(今屬鹽亭縣富驛鎮)劃歸南部縣富驛鄉管轄。
- 1950年下年，將南部縣飛入劍閣縣金仙鄉第四保境內李家岩劃歸劍閣縣。
- 1952年1月15日，閬中縣的萬年埡場劃歸南部縣萬年鄉，南部縣雙柏鄉的水城、鶴亭兩村劃歸閬中縣；南部縣與蓬安縣共管的平頭場劃歸蓬安縣，蓬安縣平頭鄉的老觀廟、鹽井壩劃歸南部縣；西充縣杜宇鄉第一、二、三組，大村鄉的陸伍溝，大全鄉（大泉鄉）五村和八村劃歸南部縣大堰鄉，古樓鄉的七村劃歸南部縣；南部縣金元鄉新民村劃歸西充縣古樓鄉[6]。
- 1952年4月18日，南部縣雙河鄉二、三、四村及場上街道劃歸儀隴縣[7]。
- 1953年春，西充縣大林鄉八村一組(張甫溝)劃歸南部縣馬鞍鄉；蒼溪縣何家坡劃歸南部縣思依區橋樓鄉；南部縣嵌入西充境內的3個村及縣境義和、金源、罐子、李家4鄉劃歸西充縣，鮮店鄉劃歸蓬安縣。
- 1953年6月8日，南部縣雙柏鄉劃歸閬中縣[8]。
- 1953年6月26日，南部縣新南鄉兩組劃歸西充縣中心鄉，金漁鄉和新嶺鄉的陳家村劃歸閬中縣；閬中縣新農鄉（興隆鄉）的5個村劃歸南部縣[9]。
- 1953年7月8日，南部縣富驛區（第九區）的富驛場、新民、合作、金峰、花林5個鄉和大坪區（第十區）全部（大坪、丘埡、罐埡、光中、鐵鞭、店埡、神壩、分水8個鄉）劃歸鹽亭縣[10]。
- 1953年8月5日，南部縣思依區（第十二區）思依、木蘭、城隍、棗碧、河樓、橋樓、新嶺7鄉劃歸閬中縣[11]。
- 1954年，鹽亭縣神壩鄉十二、十三、十四共3村及鐵鞭鄉第三村又劃歸南部縣。
- 1973年12月17日，為處理升鍾水庫淹沒問題，鹽亭縣大坪區及所屬的大坪、坵埡、光中、神壩、鐵邊、罐亞、西河、店埡、同興等9個公社劃歸南部縣[12]。
- 1978年5月12日，南部縣新政區所轄新政鎮及新政、馬桑、三元3公社全部劃歸儀隴縣[13]，平頭公社劃歸蓬安縣。
- 1984年1月26日，閬中縣木蘭公社的鹿羊、青龍包3個大隊21個生產隊劃歸南部縣升水鄉[14]。
- 2004年9月3日，南部縣柴井鄉和度門鎮劃歸儀隴縣管轄[15]。
- 2011年8月18日，南部縣光華鄉劃歸儀隴縣管轄[16]，光華鄉幅員面積28平方公里，耕地面積8119畝，轄10個村、65個村民小組、2267戶，總人口8455人，人均耕地0.96畝。

## 交通

### 公路
- 212国道

- 245国道
- 204省道
- 206省道
- 208省道
- 304省道
- 305省道

### 高速公路
- 兰海高速
- 成巴高速
- 万绵高速

### 铁路
- 兰渝铁路

### 汽车客运站
- 南部县汽车客运站
- 南部县城西客运站

### 铁路客运站
- 南部站

## 文物保护单位

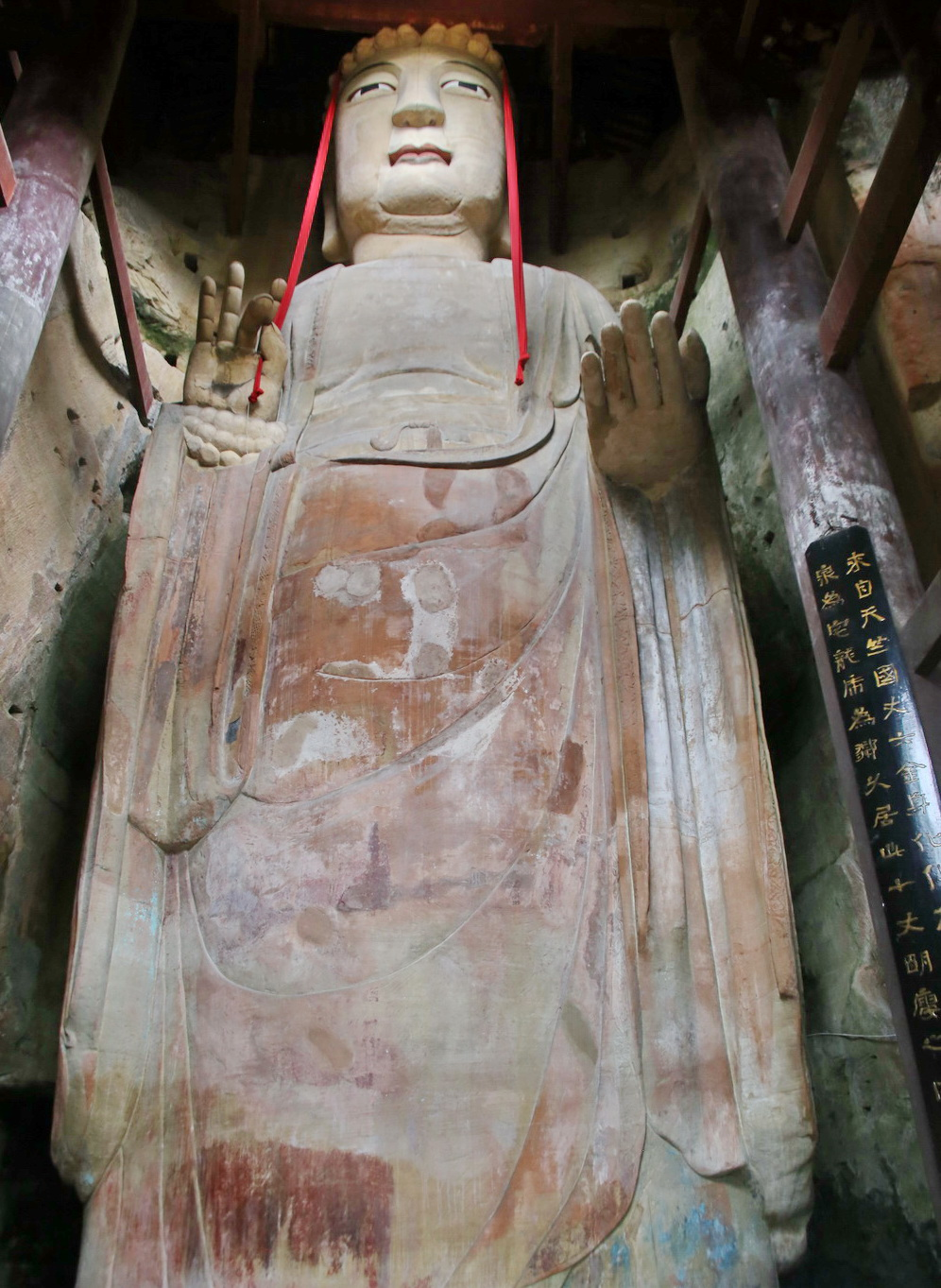
禹迹山摩崖造像

全国重点文物保护单位4处：醴峰观、禹迹山摩崖造像、南部观音庵大殿、南部永安庙大殿。
省级文物保护单位17处：南部报恩寺、南部文庙、南部马家大院、神坝砖塔、平桥东观庙、广川庙、上乘寺、真相寺、庙子梁李氏墓、长坪山红军战场遗址及石刻标语群、回龙山石刻、观音山摩崖造像、黄家祠堂、雷家湾民居、宋家院子、松林包民居、川陕苏区红军前敌指挥部旧址。
联合国教科文组织《非物质文化遗产名录》1项：南部马王皮影戏。

## 风景名胜
- 禹迹山
- 升钟水库

## 历代名人
- 北宋陈氏一門四進士：陈省华及其三子陈尧叟、陈尧佐、陈尧咨
- 张巍
- 王谯纵
- 李先复
- 蒲宗孟
- 王伟明

## 特产
中国地理标志产品：南部脆香甜柚
升钟酸菜、大桥豆瓣、川北银丝粉

### 特色美食：
- 南部肥肠干饭
- 南部米粉
- 方酥锅盔
- 川北凉粉
- 糯砣子凉粉
- 油茶馓子
- 卧龙鮓

## 教育

### 普通高中
- 南部中学
- 南部二中
- 南部三中
- 建兴中学
- 东坝中学
- 东辰学校（民办）
- 东方学校（民办）